# Đuro Kodžo
Đuro Kodžo, född 12 maj 1971, är en friidrottare från Bosnien och Hercegovina. Han deltog vid olympiska sommarspelen 2000.